# Themes
Themes é uma coletânea musical do músico grego Vangelis, lançada em 1989.

## Faixas
1. "End Titles" de Blade Runner – 4:57
2. "Main Theme" de Missing – 3:59
3. "L'Enfant" – 5:00
4. "Hymn" de Opéra sauvage – 2:45
5. "Chung Kuo" – 5:29
6. "The Tao of Love" – 2:45
7. "Theme" de Antarctica – 3:55
8. "Love Theme" de Blade Runner – 4:55
9. "Opening Titles" de The Bounty – 4:16
10. "Closing Titles" de The Bounty – 4:58
11. "Memories of Green" – 5:42
12. "La Petite Fille de la Mer" − 5:51
13. "Five Circles" − 5:18
14. "Chariots of Fire" − 3:31